# نمط الإنتاج الاشتراكي
في النظرية الماركسية، الاشتراكية, التي يطلق عليها أيضا اسم المرحلة الدنيا للشيوعية  أو نمط الإنتاج الاشتراكية، يشير إلى مرحلة تاريخية محددة من مراحل التنمية الاقتصادية وما يقابلها من مجموعة من العلاقات الاجتماعية التي تحل محل الرأسمالية في أنظومة المادية التاريخية. التعريف الماركسي للاشتراكية هو أنها نمط إنتاج فيه المعيار الوحيد للإنتاج هو قيمة الانتفاع أي أن قانون القيمة لم يعد يوجه النشاط الاقتصادي. الإنتاج من أجل الاستخدام الماركسي يتم تنسيقه من خلال التخطيط الاقتصادي الواعي، في حين أن توزيع الناتج الاقتصادي يقوم على مبدأ أن كل حسب مساهمته. العلاقات الاجتماعية في الاشتراكية تتميز بامتلاك الطبقة العاملة الفعلي لوسائل الإنتاج ووسائل معيشتهم، إما من خلال المشاريع التعاونية أومن خلال الملكية العامة والإدارة الذاتية، بحيث تحصل الطبقة العاملة والمجتمع ككل على الفائض الاجتماعي المتراكم.
هذا الرأي يتوافق مع  المفاهيم  المبكرة للاشتراكية حيث قانون القيمة لم يعد يوجه النشاط الاقتصادي، وبالتالي العلاقات النقدية في شكل تبادل القيمة، الربح، الاهتمام والعمل المأجور لا تسري على الماركسية الاشتراكية.
مفهوم ماركس للاشتراكية يقف على النقيض من المفاهيم الأخرى المبكرة للاشتراكية، وأبرزها الأشكال المبكرة من السوق الاشتراكية المبنية على الاقتصاد الكلاسيكي مثل تبادل المنافع والاشتراكية الريكاردية. على عكس مفهوم ماركس، هذه المفاهيم للاشتراكية تبقي تبادل السلع (الأسواق) بالعمل ووسائل الإنتاج، ساعية لتحسين سيرورة السوق. الفكرة الماركسية عن الاشتراكية اختلفت أيضا بشكل كبير عن الاشتراكية الطوباوية.
على الرغم من أن كارل ماركس وفريدريك انجلز كتبا القليل جدا على الاشتراكية وأهملا تقديم أي تفاصيل عن الكيفية التي سيتم تنظيمها،  العديد من علماء الاجتماع والاقتصاد الكلاسيكي الجديد استخدموا نظرية ماركس كأساس لتطوير نماذجهم الخاصة من النظم الاقتصادية الاشتراكية. وجهة النظر الماركسية للاشتراكية شكلت نقطة مرجعية أثناء جدل المحاسبة الاقتصادية

## نمط الإنتاج
الاشتراكية هي نظام اقتصادي ما بعد سلعي، وهذا يعني أن الإنتاج يتم كي ينتج قيمة الانتفاع (لتلبية الحاجات البشرية أو المطالب الاقتصادية مباشرة) بدلا من كونها أنتجت بهدف الربح. المرحلة التي أمكن بها تراكم رأس المال بشكل ناجع تعتبر غير كافية في المرحلة الاشتراكية من التنمية الاجتماعية والاقتصادية، مما يؤدي إلى حالة يتم فيها الإنتاج بشكل مستقل من تراكم رأس المال في شكل مفروض أن يكون مخططا. على الرغم من أن كارل ماركس وفريدريك إنجلز فهما أن  التخطيط يأخذ بالحسبان مساهمات وقرارات الأفراد الذين يقومون بالإنتاج والاستهلاك على المستوى المحلي، فقد فسر التخطيط الماركسيين-اللينينيين في القرن 20على أنه يعني مركزية التخطيط. ومع ذلك، كانت هناك التصورات الأخرى للتخطيط الاقتصادي، بما في ذلك اللامركزية في التخطيط والتخطيط التشاركي.
على النقيض من الرأسمالية التي تعتمد على قوى السوق القسرية لإجبار الرأسماليين لإنتاج قيم الانتفاع كمنتج ثانوي من سعي وراء الربح، فعلى الإنتاج الاشتراكي أن يكون مبنيا على التخطيط العقلاني لقيم الانتفاع وتنسيق قرارات الاستثمار من أجل تحقيق الأهداف الاقتصادية. ونتيجة لذلك، فإن التقلبات الدورية التي تحدث في اقتصاد السوق الرأسمالي لن يكون حاضرا في الاقتصاد الاشتراكي. قيمة السلعة في الاشتراكية تتعلق بفائدتها المادية بدلا من أن تكون تجسيدا للعمل، تكلفة الإنتاج وقيمة التبادل كما هو الحال في النظام الرأسمالي.
الاشتراكية من شأنها أن تستخدم أنظمة قائمة على المحفزات، قد تبقى عدم المساواة موجودة لكنها ستتضاءل بما أن جميع أفراد المجتمع ييكونون عمالا-ملاكا. هذا يلغي حدة الميول السابقة نحو عدم المساواة والصراعات الناشئة على ملكية وسائل الإنتاج وكون دخل الملكية عائدا إلى طبقة صغيرة من الملاك. طريقة التعويض والمكافأة في المجتمع الاشتراكي على سيكون أساس الجدارة الحقة، على مبدأ «من كل حسب قدرته إلى كل حسب مساهمته».
المرحلة المتقدمة من الاشتراكية، يشار إليها باسم «المرحلة العليا للشيوعية» في نقد برنامج غوتا ، تقوم على نمط الإنتاج الاشتراكي ولكنها تختلف عن المرحلة الدنيا للاشتراكية في بعض النواحي الأساسية. في حين أن الاشتراكية تعني الملكية العامة (بواسطة جهاز الدولة) أو الملكية التعاونية (بواسطة تعاونيات العمال)، فالشيوعية قائمة على أساس الملكية المشتركة لوسائل الإنتاج. فالفروق الطبقية على أساس ملكية رأس المال ستزول من الوجود، جنبا إلى جنب مع الحاجة إلى الدولة.  تصبح الوفرة الهائلة من السلع والخدمات ممكنة من خلال الإنتاج الآلي التي تسمح بتوزيع البضائع على أساس الحاجة بدلا من الجدارة.

### المراحل المتوسطة
الفترة التي يزداد فيها قصور الرأسمالية  كنظام اقتصادي ومباشرة بعد سيطرة البروليتاريا على الدولة، من الراجح وجود نظام اقتصادي يضم عناصر من كل من الاشتراكية والرأسمالية حتى تتطور كل من القوى المنتجة في الاقتصاد والتوجهات الثقافية والاجتماعية إلى مرحلة تلبي فيها متطلبات المجتمع الاشتراكي التام (مجتمع لا حاجة فيها لقيمة المال، العمل المأجور وتراكم رأس المال). على وجه التحديد، علاقات السوق ستبقى موجودة ولكن الوحدات الاقتصادية إما أن تؤمم أو يعاد تنظيمها بشكل تعاونيات. هذه المرحلة الانتقالية توصف أحيانا بأنها «رأسمالية الدولة» أو «اشتراكية السوق».

## العلاقات الاجتماعية
الهدف الأساسي من الاشتراكية من وجهة نظر ماركس وانجلز كان تحقيق حرية الإنسان والاستقلالية الفردية. على وجه التحديد، التحرر من الاغتراب الذي يفرض على الأفراد في شكل العلاقات الاجتماعية القسرية فضلا عن الندرة المادية، حيث الفرد مجبر على الانخراط في الأنشطة لمجرد البقاء (لإعادة إنتاج نفسه أو نفسها). هدف الاشتراكية هو توفير بيئة يكون فيها الأفراد أحرارا في التعبير عن مصالحهم الحقيقية، حريتهم الإبداعية، ورغباتهم دون أن تعيقها أشكال السيطرة الاجتماعية التي تجبر الأفراد على العمل لصالح طبقة من المالكين الذين يصادرون ويعيشون على فائض الإنتاج.
باعتبارها مجموعة من العلاقات الاجتماعية، إن الاشتراكية تحددها درجة تخطيط النشاط الاقتصادي في المجتمع من قبل المنتجين ذوي العلاقة، حيث تسيطر غالبية السكان على فائض الإنتاج الناتج عن الأصول الاشتراكية من خلال سيرورات ديمقراطية. بيع قوة العمل ستلغى حتى يشارك كل فرد في تسيير شؤون جمعيته بصفتهم أصحاب أسهم أو أعضاء بحيث لا يحظى أحد بقوة قسرية على غيره  بواسطة تقسيم اجتماعي عمودي للعمل (الذي يمكن تمييزه عن التقسم غير الاجتماعي، التقني للعمل التي سيبقى موجودا في الاشتراكية). ستتغير بنية المحفزات في المجتمع الاشتراكي على ضوء التغيير في البيئة الاجتماعية، لتزداد استقلالية وإبداعية عمل العمال الأفراد، مما يخلق شعورا من المسؤولية على الجمعية بوصفهم من أصحاب الأسهم.

### دور الدولة
في النظرية الماركسية، إن الدولة «مؤسسة العنف المنظم الذي تستخدمها الطبقة الحاكمة في بلد ما للحفاظ على ظروف حكمها. وبالتالي فقط في المجتمع المنقسم إلى طبقات اجتماعية معادية تتواجد الدولة.» أي أن الدولة تعتبر آلية تهيمن عليها مصالح الطبقة الحاكمة وتستخدم لإخضاع الطبقات الأخرى من أجل حماية وشرعنة النظام الاقتصادي القائم.
بعد ثورة عمال، ستصبح الدولة في البداية أداة للطبقة العاملة.استيلاء الطبقة العاملة على جهاز الدولة  يجب أن يتم لإقامة النظام الاشتراكي. عند بناء الاشتراكية سيتغير دور وحجم الدولة لدى التلاشي التدريجي للفروق الطبقية (القائمة على أساس ملكية وسائل الإنتاج)  بسبب تركيز وسائل الإنتاج في يد الدولة. حين تصبح جميع وسائل الإنتاج من ممتلكات الدولة، ستتحول طبيعة ووظيفة الدولة الأساسية من أداة للحكم السياسي على البشر (عبر الإكراه) من خلال إنشاء وإنفاذ القوانين إلى إدارة علمية للأمور وتوجيه عمليات الإنتاج؛ أي أن الدولة سوف تصبح كيانا اقتصاديا منسقا بدلا من آلية للسيطرة الطبقية أو السياسية ولن تكون دولة في المعنى الماركسي.

## راجع أيضا
- نمط الإنتاج الرأسمالي
- شيوعية
- تخطيط اقتصادي
- قانون القيمة
- ماركسية
- الماركسية في الاقتصاد
- نمط الإنتاج
- ما بعد الرأسمالية
- مرحلة الاشتراكية الأولية
- الإنتاج من أجل الاستخدام
- علاقات الإنتاح
- اشتراكية علمية
- جدل المحاسبة الاقتصادية
- اقتصاد اشتراكي
- ملكية اجتماعية

## الهوامش
1. ↑  "Socialism". Glossary of Terms. Marxism.org. مؤرشف من الأصل في 2019-04-02. اطلع عليه بتاريخ 2013-02-20.
2. ↑  Bockman، Johanna (2011). Markets in the name of Socialism: The Left-Wing origins of Neoliberalism. Stanford University Press. ص. 20. ISBN:978-0-8047-7566-3. According to nineteenth-century socialist views, socialism would function without capitalist economic categories – such as money, prices, interest, profits and rent – and thus would function according to laws other than those described by current economic science. While some socialists recognized the need for money and prices at least during the transition from capitalism to socialism, socialists more commonly believed that the socialist economy would soon administratively mobilize the economy in physical units without the use of prices or money.
3. ↑  McNally، David (1993). Against the Market: Political economy, market socialism and the Marxist critique. Verso. ISBN:978-0-86091-606-2.
4. ↑  Gasper، Phillip (أكتوبر 2005). The Communist Manifesto: a road map to history's most important political document. Haymarket Books. ص. 23. ISBN:1-931859-25-6. Marx and Engels never speculated on the detailed organization of a future socialist or communist society. The key task for them was building a movement to overthrow capitalism. If and when that movement was successful, it would be up to the members of the new society to decide democratically how it was to be organized, in the concrete historical circumstances in which they found themselves.
5. 1 2  Market Socialism: The Debate Among Socialists, by Schweickart, David; Lawler, James; Ticktin, Hillel; Ollman, Bertell. 1998.
6. ↑  SCARLETT. "Karl Marx Socialism and Scientific Communism". EconomicTheories.org. مؤرشف من الأصل في 2018-10-21. اطلع عليه بتاريخ 2013-02-20.
7. ↑  Critique of the Gotha Programme, Karl Marx.
8. ↑  Karl Marx - Critique of the Gotha Programme. 1875 Full Text. نسخة محفوظة 26 ديسمبر 2017 على موقع واي باك مشين.
9. ↑  Erich Fromm (1961). "Marx's Concept Of Socialism". Marx's Concept of Man. Frederick Ungar Publishing. مؤرشف من الأصل في 2018-07-15. اطلع عليه بتاريخ 2013-02-20.
10. ↑  "State". Marxism.org Glossary of Terms. Marxism.org. مؤرشف من الأصل في 2019-05-25. اطلع عليه بتاريخ 2013-02-20.
11. ↑  فريدريك إنجلز (2013) [1880]. "الاشتراكية الطوباوية". الاشتراكية: الطوباوية والعلم. دفاتر ماركسية. ترجمة: فارس غصوب (ط. الأولى). دار الفارابي. ص. 90. ISBN:9789953715964. وهو يعلن في عام 1816 أن السياسة هي علم الإنتاج ويتنبأ بالانحلال الكامل للسياسة في الاقتصاد. {{استشهاد بكتاب}}: الوسيط |تاريخ الوصول بحاجة لـ |مسار= (مساعدة)